# Hampen Sogn
Hampen Sogn er et sogn i Ikast-Brande Provsti (Viborg Stift).
Hampen by i Nørre-Snede Sogn, der hørte til Vrads Herred i Skanderborg Amt, fik i 1957 filialkirken Hampen Kirke. Derefter blev Hampen et kirkedistrikt i Nørre-Snede Sogn. Ved kommunalreformen i 1970 blev Nørre-Snede sognekommune inkl. kirkedistriktet kernen i Nørre-Snede Kommune, som ved strukturreformen i 2007 indgik i Ikast-Brande Kommune. Da kirkedistrikterne blev afskaffet i 2010, blev Hampen Kirkedistrikt udskilt af Nørre-Snede Sogn som selvstændigt sogn.
Stednavne, se Nørre-Snede Sogn.